# Municipio de Mojkovac
El Municipio de Mojkovac (en idioma montenegrino: Општина Мојковац) es uno de los veintitrés municipios en los que se encuentra dividida la República de Montenegro. Su capital y localidad más importante es la ciudad de Mojkovac.

## Geografía
El municipio se encuentra localizado en la zona centro-norte de la República de Montenegro, limita al norte con los municipios de Pljevlja y Bijelo Polje, al sur con el Municipio de Kolašin y el de Šavnik, al este con el Municipio de Berane y al oeste con el Municipio de Žabljak.

## Demografía
Según el censo realizado en el año 2011 el municipio cuenta con 8.622 habitantes, de los cuales 3.969 residen en la localidad de Mojkovac, que se sitúa como la principal del municipio, seguida por la pequeña localidad de Polja, que cuenta con 1.506 residentes.